# San Pio delle Camere
San Pio delle Camere is een gemeente in de Italiaanse provincie L'Aquila (regio Abruzzen) en telt 651 inwoners (31-10-2012). De oppervlakte bedraagt 17,3 km², de bevolkingsdichtheid is 37 inwoners per km².

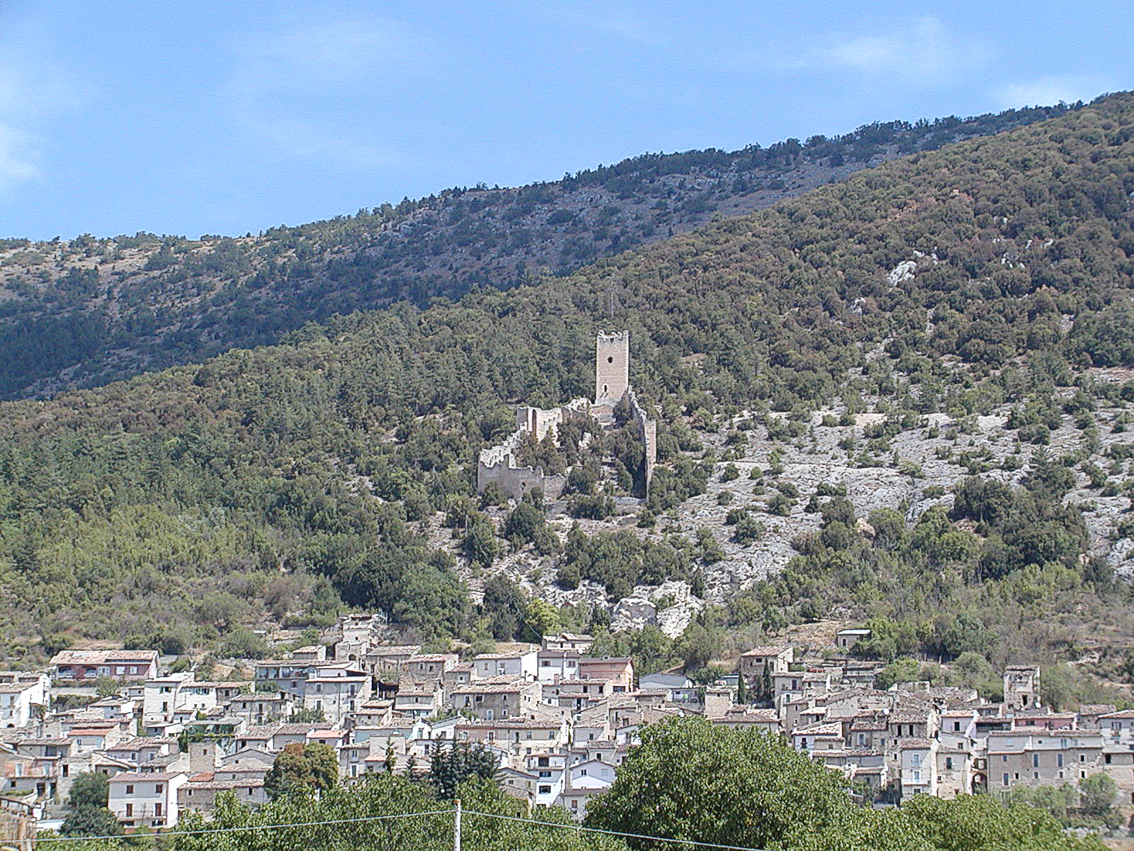
San Pio delle Camere
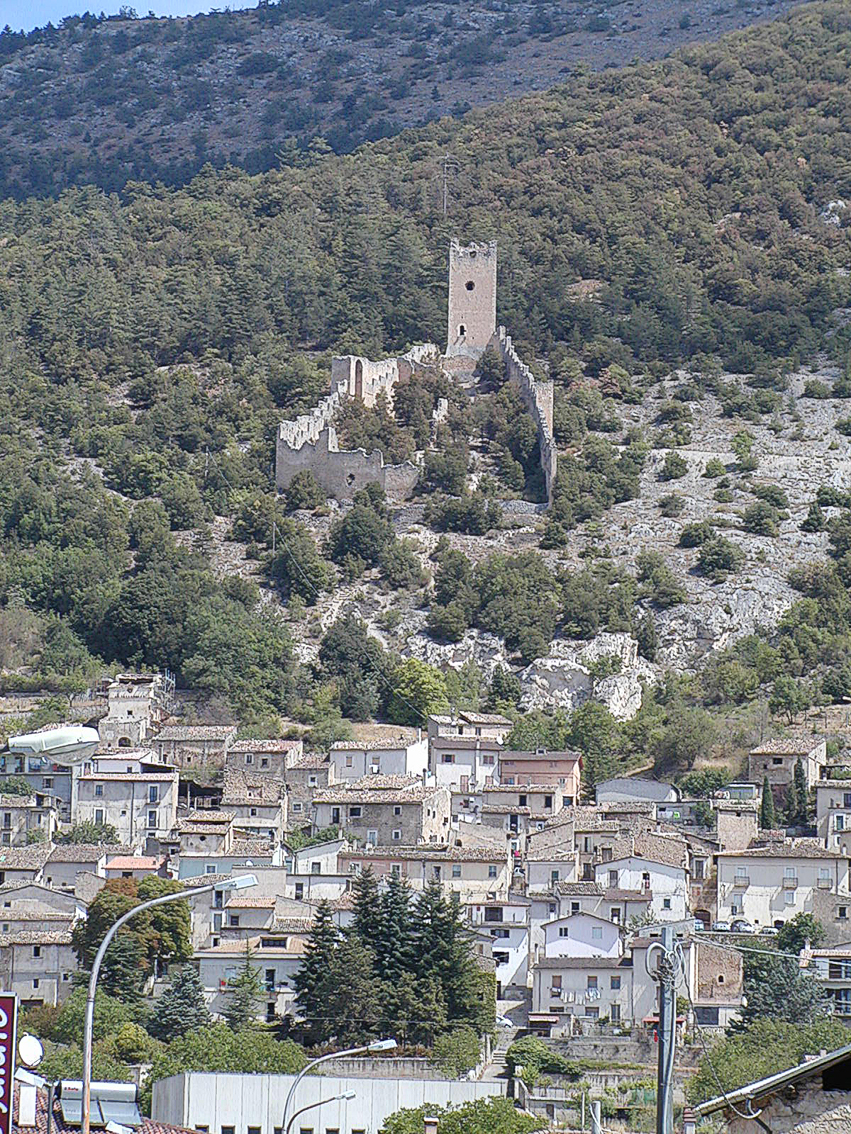
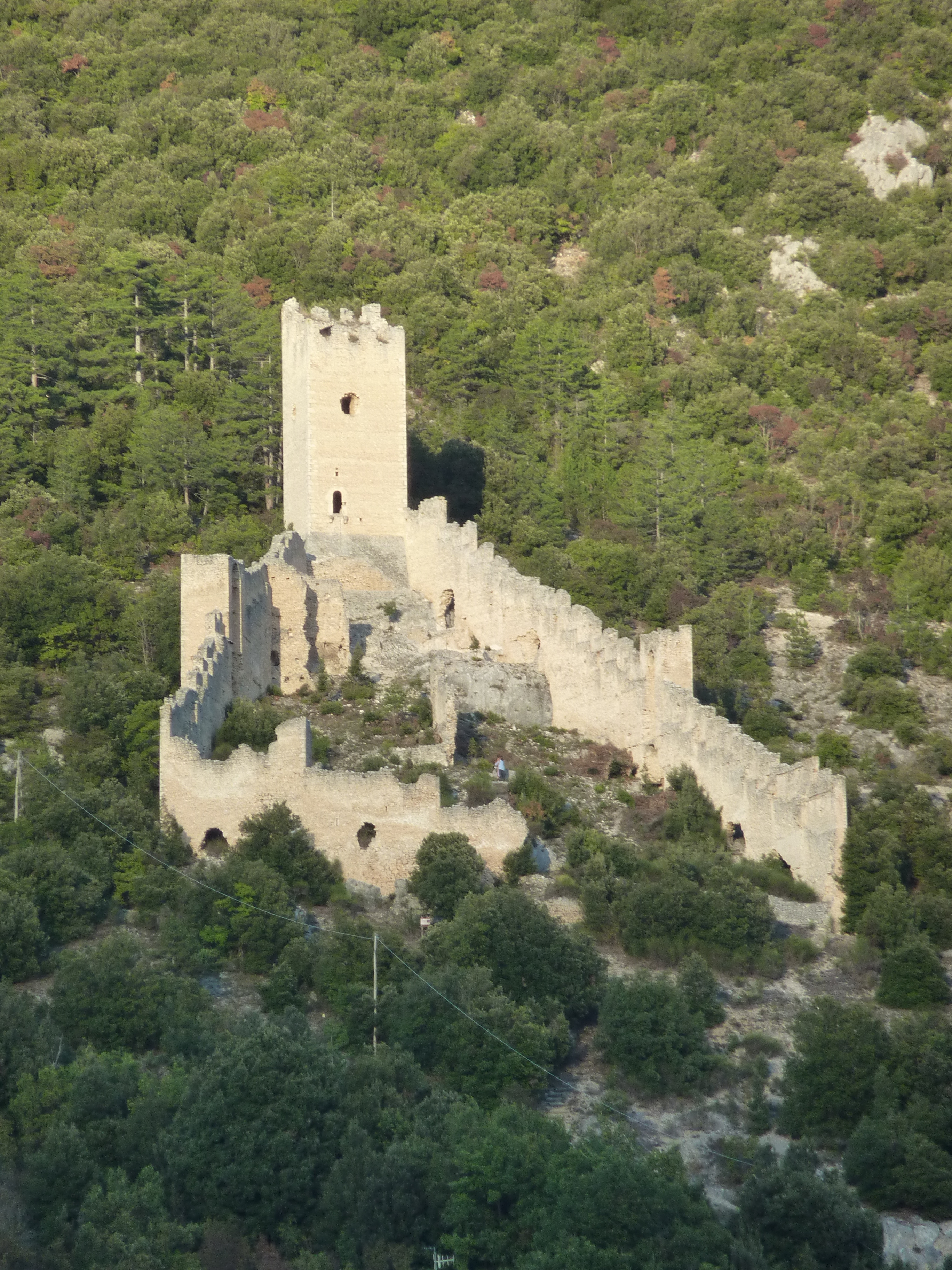
Kasteel van San Pio

## Demografie
San Pio delle Camere telde eind 2011 zo'n 679 inwoners en steeg in de periode 1991-2011 met 22,6% volgens cijfers uit de tienjaarlijkse volkstellingen van ISTAT. In 1921 woonden er echter meer dan 2.000 personen in de gemeente.
| Jaar | Inwoneraantal |
| ---- | ------------- |
| 1991 | 554           |
| 2001 | 554           |
| 2011 | 679           |

## Geografie
San Pio delle Camere grenst aan de volgende gemeenten: Barisciano, Caporciano, Carapelle Calvisio, Castelvecchio Calvisio, Prata d'Ansidonia.

## Geboren in San Pio delle Camere
- Maria Pia Casilio (1935-2012), actrice
- Franco Marini (1933-2021), vakbondsbestuurder en politicus

Acciano · Aielli · Alfedena · Anversa degli Abruzzi · Ateleta · Avezzano · Balsorano · Barete · Barisciano · Barrea · Bisegna · Bugnara · Cagnano Amiterno · Calascio · Campo di Giove · Campotosto · Canistro · Cansano · Capestrano · Capistrello · Capitignano · Caporciano · Cappadocia · Carapelle Calvisio · Carsoli · Castel del Monte · Castel di Ieri · Castel di Sangro · Castellafiume · Castelvecchio Calvisio · Castelvecchio Subequo · Celano · Cerchio · Civita d'Antino · Civitella Alfedena · Civitella Roveto · Cocullo · Collarmele · Collelongo · Collepietro · Corfinio · Fagnano Alto · Fontecchio · Fossa · Gagliano Aterno · Gioia dei Marsi · Goriano Sicoli · Introdacqua · L'Aquila · Lecce nei Marsi · Luco dei Marsi · Lucoli · Magliano de' Marsi · Massa d'Albe · Molina Aterno · Montereale · Morino · Navelli · Ocre · Ofena · Opi · Oricola · Ortona dei Marsi · Ortucchio · Ovindoli · Pacentro · Pereto · Pescasseroli · Pescina · Pescocostanzo · Pettorano sul Gizio · Pizzoli · Poggio Picenze · Prata d'Ansidonia · Pratola Peligna · Prezza · Raiano · Rivisondoli · Rocca Pia · Rocca di Botte · Rocca di Cambio · Rocca di Mezzo · Roccacasale · Roccaraso · San Benedetto dei Marsi · San Benedetto in Perillis · San Demetrio ne' Vestini · San Pio delle Camere · San Vincenzo Valle Roveto · Sant'Eusanio Forconese · Sante Marie · Santo Stefano di Sessanio · Scanno · Scontrone · Scoppito · Scurcola Marsicana · Secinaro · Sulmona · Tagliacozzo · Tione degli Abruzzi · Tornimparte · Trasacco · Villa Sant'Angelo · Villa Santa Lucia degli Abruzzi · Villalago · Villavallelonga · Villetta Barrea · Vittorito
1. ↑  https://demo.istat.it/?l=it.